# Bande dessinée sur timbres de Belgique
La bande dessinée est un thème régulier sur les timbres-poste de Belgique depuis 1979, principalement à travers les émissions Philatélie de la jeunesse. Il apparaît dans le programme philatélique belge chaque année depuis 1987, avec une augmentation du nombre d'émissions depuis 2001. Les séries, dessinateurs et auteurs présentés sont autant francophones que flamands.
Les Aventures de Tintin de Hergé ont eu le plus grand nombre d'émissions et ont été l'objet de la première émission sur la bande dessinée en 1979.

## Philatélie de la jeunesse
La Philatélie de la jeunesse est une émission annuelle dédiée à destination des enfants collectionneurs, qui existe depuis 1960. Elle est reconnaissable à un petit logo.
En octobre 1979, elle présente les personnages de Tintin, Milou et du capitaine Haddock: le premier observant à la loupe des timbres représentant le capitaine. Souvent, les personnages de bande dessinée sont utilisés dans des situations en rapport avec la philatélie et le transport du courrier. Le timbre de 1984 représente ainsi un Schtroumpf facteur.
Depuis 1987, sans discontinuer, le timbre Philatélie de la jeunesse est illustré par des personnages de bande dessinée :
- 1987 : Bob et Bobette de Willy Vandersteen
- 1988 : Spirou dessiné par Janry
- 1989 : Néron de Marc Sleen
- 1990 : Lucky Luke de Morris

En 1991, pour rappeler l'inauguration du Centre belge de la bande dessinée, un carnet de quatre timbres est émis. La couverture de François Schuiten montre les personnages des timbres qui entrent dans le bâtiment du Centre. Les quatre séries utilisées sont : 
- Blake et Mortimer de Edgar Pierre Jacobs
- Les Cités obscures de François Schuiten
- Cori le moussaillon de Bob De Moor
- Boule et Bill de Jean Roba.

- 1992 : Gaston Lagaffe de André Franquin
- 1993 : Natacha de François Walthéry
- 1994 : Cubitus de Dupa
- 1995 : Sammy dessiné par Berck
- 1996 : Chlorophylle de Raymond Macherot
- 1997 : Gil et Jo de Jef Nys
- 1998 : Ric Hochet et Chick Bill de Tibet

Lors du vingtième anniversaire du premier timbre-poste sur la bande dessinée en 1999, est émis un bloc de neuf timbres. Un montre l'entrée du Centre belge de la bande dessinée. Les huit autres sont illustrés de personnages de bande dessinée : 
- Corentin de Paul Cuvelier
- Jerry Spring de Jijé
- Gil Jourdan de Maurice Tillieux
- la Patrouille des Castors de Mitacq
- Hassan et Kadour de Jacques Laudy
- Buck Danny de Victor Hubinon
- Tif et Tondu de Fernand Dineur
- Timour de Sirius

- 2000 : La famille Quivoila de Mehro
- 2001 : Luc Orient de Eddy Paape
- 2002 : Bakelandt de Hec Leemans
- 2003 : Chevalier Ardent de François Craenhals
- 2004 : XIII de William Vance
- 2005 : Michel Vaillant de Jean Graton
- 2006 : Briochon de Jean-Pol
- 2007 : Alix avec Enak de Jacques Martin
- 2008 : Jeremiah de Hermann
- 2009 : Yoko Tsuno de Roger Leloup
- 2010 : Largo Winch de Philippe Francq et Jean Van Hamme

## Depuis 2001
Depuis 2001, il y a une apparition des émissions sur le thème de la bande dessinée en dehors de la série Philatélie de la jeunesse, liée à des anniversaires et des émissions conjointes.

### Anniversaires et hommages
Le 30 décembre 2002, pour les 80 ans du dessinateur flamand Marc Sleen, un timbre et un bloc sont émis reprenant les personnages de Néron, objets déjà d'un timbre en 1989.
Ce sont surtout les principaux anniversaires de la série des Aventures de Tintin qui sont célébrés par une émission philatélique. En mars 2004, un bloc illustré de cinq timbres permet de célébrer le 75e anniversaire des Aventures de Tintin, le 50e anniversaire de l'album On a marché sur la Lune et le 35e anniversaire du premier homme sur la Lune. Les timbres reprennent trois scènes de la bande dessinée et deux photographies du projet de maquette de fusée lunaire du professeur Tournesol.
Le centenaire de Hergé voit la mise en vente, en mai 2007, d'une feuille de vingt-cinq timbres de 0,46 €: un pour chacune des vingt-quatre couvertures d'albums de Tintin et un portrait du dessinateur.
De plus, en 1999, pour la série Le Tour du 20e siècle en 80 timbres, Tintin et Milou sont choisis pour illustrer l'émission « Sport et détente ». 

### Émissions conjointes
Le 31 décembre 2001, a lieu une émission commune avec la République démocratique du Congo pour le 70e anniversaire de la publication de Tintin au Congo. Le timbre représente Tintin en tenue coloniale tel qu'il figure sur la couverture de l'album. Un bloc reprend la scène de Tintin en voiture dans la savane.
Le 15 mai 2004, l'émission commune avec la France a pour thème Blake et Mortimer autour d'un timbre présentant les deux héros. En Belgique, ce timbre est repris en bloc-feuillet avec le personnage d'Olrik et l'Espadon ; un deuxième timbre rend hommage à Edgar P. Jacobs. En France, un deuxième timbre est émis reprenant la couverture de l'album la Marque jaune. 

### Autres
En octobre 2001, un carnet de cinq timbres autocollants est émis pour la Journée du timbre. Il signale le premier anniversaire de Stampilou, club pour jeunes collectionneurs et dont les mascottes sont Stamp et Pilou, deux jeunes personnages de bande dessinée créés par Studio Max!. Ces personnages apparaissent à nouveau sur une feuille de dix timbres de Noël en 2002, dans une scène enneigée.
En septembre 2005, un feuillet de six timbres est émis sur le thème de l'album Astérix chez les Belges - Asterix en de Belgen. Cinq timbres en haut de la feuille représentent Astérix, Abraracourcix, Assurancetourix, Obélix et Panoramix. La partie basse est une reprise de la scène du banquet dans le village belge, inspiré par le Mariage paysan de Pierre Brueghel l'Ancien. Un timbre comporte une partie de la scène avec Astérix lorgnant sur les victuailles apportées par deux de ses hôtes.
En avril 2007, pour illustrer l'émission Europa sur le centenaire du scoutisme, sont utilisés deux images de Robert Baden-Powell extraites de la biographie dessinée par Jijé.
En 2008, un timbre et un carnet de 10 timbres, soutenu par la Croix-Rouge, représente le Chat de Philippe Geluck lors d'une campagne de Don du Sang.
Au cours de cette même année, on a fêté les 70 ans de Spirou par un bloc-feuillet de cinq timbres représentant Spirou et Spip, Fantasio, Sophie Seccotine, le Comte de Champignac, et Zorglub, et les 80 ans de Mickey Mouse de walt Disney.
Sans compter un bloc-feuillet de cinq timbres et un carnet de 10 timbres pour les 50 ans des Schtroumpfs de Peyo (Pierre Culliford).
2009, voit l'arrivée d'un carnet de 10 timbres de Bob et Bobette de Willy Vandersteen: Les Diables du Texas.
Le Centre de la BD fête en 2009, son 20e anniversaire de sa création. Celle-ci est représentée par un bloc avec un timbre des différents personnages de BD belges en fête.
Et 2011 ne sera pas en reste avec un bloc de 10 timbres: Tintin à l'écran dont quatre de ces timbres sont tirés d'albums de Hergé.

## Albums de bande dessinée
Depuis quelques années, lors des émissions Philatélie de la jeunesse ou d'une émission concernant une série célèbre, La Poste belge et le Centre belge de la bande dessinée publient un album contenant le timbre oblitéré, une biographie des auteurs et dessinateurs de la série, des dessins originaux et une histoire originale de la série.